# Triòxid d'estronci i titani
El triòxid d'estronci i titani, antigament conegut com a titanat d'estronci, és un compost inorgànic de la classe dels òxids, constituït per cations estronci(2+), titani(4+) i anions òxid O2–, amb la fórmula química SrTiO3.
A temperatura ambient, es tracta d'un material centrosimètric  paraelèctric amb una estructura perovskita. A baixes temperatures s'apropa a una transició de fase ferroelèctrica amb una constant dielèctrica ~ 104, però es manté per a la menor temperatura mesurada com a resultat de fluctuació quàntica, fent-lo un paràmetre quàntic perifèric. Durant molt de temps es pensava que era un material totalment artificial, fins a 1982, quan la seva contrapart natural, descoberta a Sibèria i anomenada tausonita va ser reconeguda per l'IMA. La tausonita continua sent una naturalesa mineral extremadament rara, que es produeix com a cristalls molt petits. La seva aplicació més important ha estat en la seva forma sintetitzada, on ocasionalment es troba com un simulant de diamant, en precisió òptica, en varistor i en ceràmica avançada.

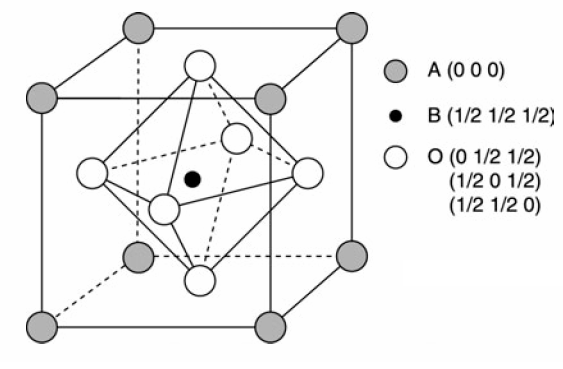
Estructura del triòxid de calci i titani. En blanc els cations òxid O^{2–}, en negre els cations Ti^{4+} i en gris els cations Ca^{2+}.

El triòxid d'estronci i titani presenta una estructura cristal·lina de perovskita. En aquesta estructura, el catió voluminós del grup 2 de la taula periòdica o dels alcalinoterris, com l'Sr2+, o un metall de transició amb càrrega 2+, i els anions òxid O2– formen una estructura cúbica centrada a les cares. En els intersticis octaèdrics dels oxígens s'hi situa el catió petit, un catió d'un metall de transició amb càrrega +4, com el Ti4+. Així el Ti4+ presenta coordinació octaèdrica (està envoltat per sis anions O2–) i els cations Sr2+ està coordinat a dotze anions O2–. El tipus d'estructura de perovskita és una estructura cúbica (grup espacial Pm3m).

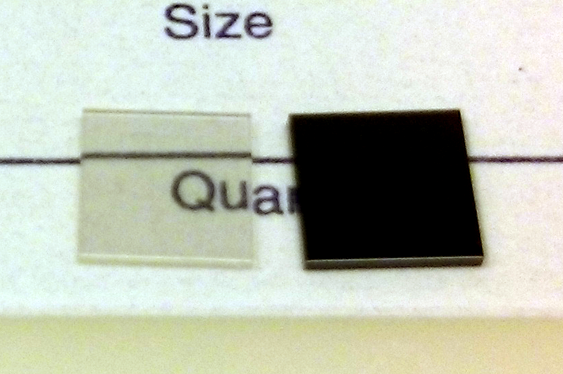
Cristalls de triòxid d'estronci i titani. A l'esquerra un cristall pur i a la dreta un cristall dopat amb 0,5 % de niobi.

El nom tausonita va ser donat en honor de Lev Vladimirovich Tauson (1917-1989), un  geoquímic rus. Els noms comercials en desús del producte sintètic inclouen "mesotitanat d'estronci", "Fabulite",  Diagem i  Marvelite. A més de la seva localitat tipus Murun Massif a la República de Sakha, la tausonita natural també es troba a Cerro Sarambi,  Departament de Concepción, Paraguai; i al llarg del riu Kotaki de Honshū, Japó.